# Водоспад «Фалинський»
Водоспа́д «Фа́линський» — геологічна пам'ятка природи місцевого значення в Україні. Розташована в межах Заставнівського району Чернівецької області, біля південно-східної околиці села Дорошівці. 
Площа 3,2 га. Статус надано згідно з рішенням облвиконкому від 17.03.1992 року № 72. Перебуває у віданні: Дорошовецька сільська рада. 
Статус надано для збереження мальовничої ущелини з цікавими геологічними утвореннями (вапняки, пісковики, піщані мергелі, аргіліти, невеликі гроти) і каскадом водоспадів на Фалинському потоці (права притока Товтрянсько-Дорошовецького потоку). 